# 999e Lichte Afrikadivisie

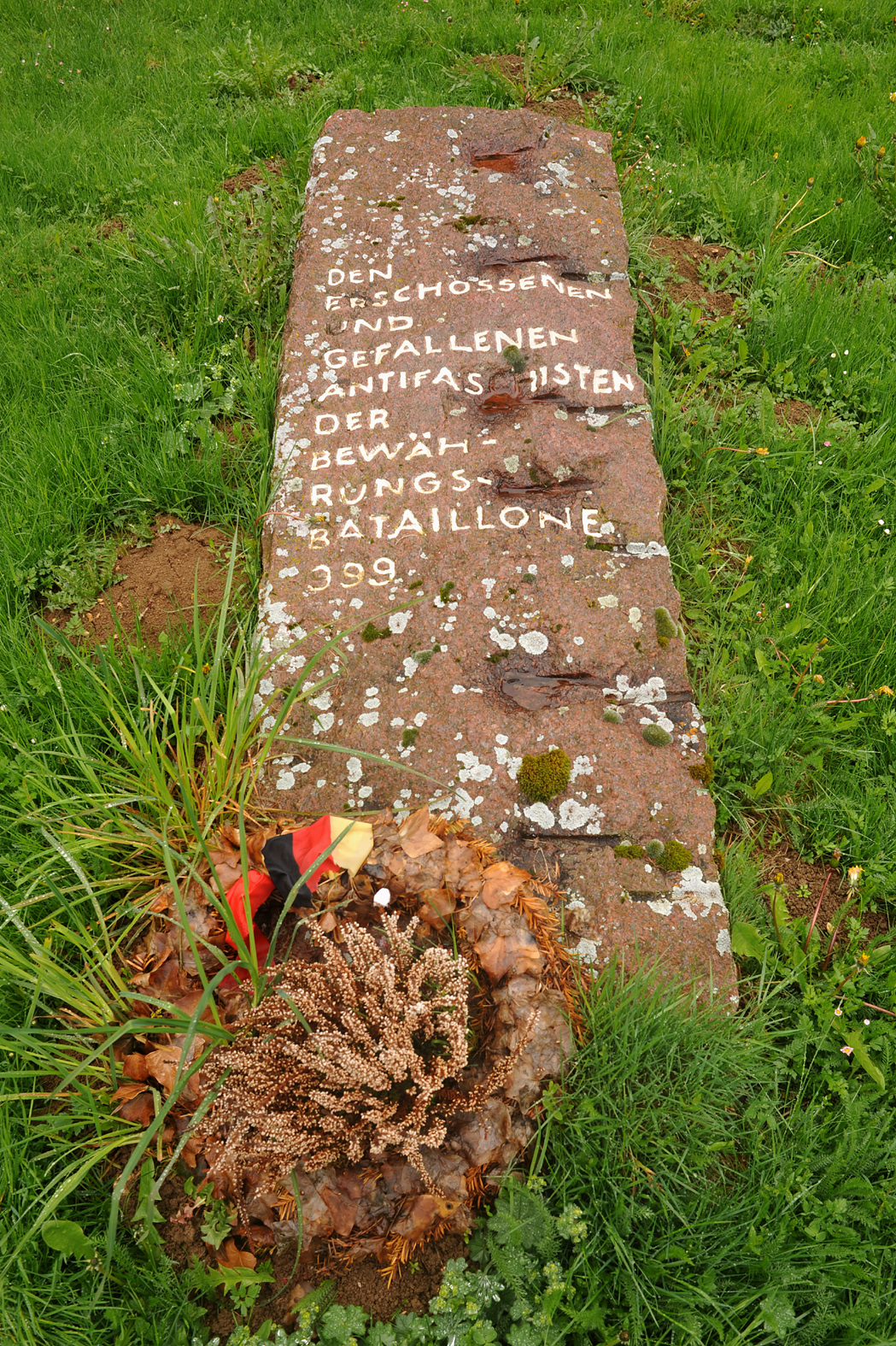
monument in Stetten am kalten Markt

De 999e Lichte Afrikadivisie was een Duitse divisie tijdens de Tweede Wereldoorlog. De eenheid werd in maart 1943 opgericht en kwam voort uit de Afrika-Brigade 999. De eenheid bestond aanvankelijk voor een groot deel uit strafgevangenen, hoewel de officieren en onderofficieren vanuit reguliere eenheden afkomstig waren. Dertig procent van de soldaten was een politiek gevangene en ongeveer zeventig procent was een misdadiger. De eerste eenheden van de divisie kwamen eind maart in Noord-Afrika aan, waar ze het Afrikakorps moesten steunen. Later arriveerde ook de andere onderdelen van de divisie. Ondanks verwoede pogingen van de Duitsers om stand te houden in Afrika, werd het Afrikakorps, inclusief de 999e Lichte Afrikadivisie, op 13 mei vernietigd.
Een deel van het bataljon ontkwam hieraan en werd overgeplaatst naar de krijgstonelen in Griekenland en Joegoslavië. Onder de gevangenen waren er velen met sympathieën voor het communisme. Een aantal van hen is naar partizanen- en communistische verzetsgroepen overgelopen en heeft in 1944 en 1945 actief tegen de Duitse bezetters gevochten..

## Commandanten
- Generalleutnant Kurt Thomas (2 februari 1943[1][2] - 1 april 1943[3][4][5][6])
- Generalmajor Ernst-Günther Baade (2 april 1943 - 13 mei 1943)

## Samenstelling
- Stab
- Divisions-Kartenstelle (mot) 999
- Afrika-Schützen-Regiment (mot) 961
- Afrika-Schützen-Regiment (mot) 962
- Afrika-Schützen-Regiment (mot) 963
- Panzerjäger-Abteilung (mot) 999
- Artillerie-Regiment (mot) 999
- Pionier-Bataillon (mot) 999
- Aufklärungs-Abteilung (mot) 999
- Astronomischer Messtrupp (mot) 999
- Werkstatt-Kompanie (mot) 999
- Werkstatt-Kompanie (mot) 999
- Entgiftungs-Batterie (mot) 999
- Nachschub-Bataillon (mot) 999
- Schlächterei-Kompanie (mot) 999
- Bäckerei-Kompanie (mot) 999
- Divisions-Verpflegungsamt (mot) 999
- Sanitäts-Kompanie (mot) 999
- Krankenkraftwagen-Zug (mot) 999
- Veterinär-Kompanie (mot) 999
- Feldgendarmerie-Trupp (mot) 999
- Feldpostamt (mot) 999